# Nikodem Kunderewicz
Nikodem Wiktorowicz Kunderewicz, ros. Никодим Викторович Кундеревич (ur. 1 listopada?/14 listopada 1907 w Kijowie, zm. 28 września 1976 w Moskwie) – generał major Armii Czerwonej służący w ludowym Wojsku Polskim.

## Życiorys
Był potomkiem polskich zesłańców z 1863 roku. W 1919 ukończył gimnazjum w Kijowie, w marcu 1921 wstąpił do Armii Czerwonej. W latach 1922–1923 był zecerem i maszynistą-drukarzem w Drukarni Oddziału Oświaty w Kijowie. Od 1928 dowódca plutonu i kompanii, od 1931 szef sztabu batalionu. W 1934 skończył Akademię Wojskową im. Frunzego w Moskwie. Od stycznia 1938 do grudnia 1940 był więziony. W styczniu 1942 ponownie zmobilizowany, w sierpniu 1942 został szefem sztabu 117 pułku piechoty. W maju 1943 jako kapitan wstąpił do Polskich Sił Zbrojnych w ZSRR, gdzie został szefem oddziału 1 DP im. T. Kościuszki. Walczył w bitwie pod Lenino, następnie został szefem sztabu 1 DP. We wrześniu 1944 przeniesiony na analogiczne stanowisko do 3 DP. Brał udział w forsowaniu Bugu w lipcu 1944, walkach na Pradze i przyczółkach podwarszawskich we wrześniu 1944, marszu na Bydgoszcz w styczniu 1945, walkach na Wale Pomorskim w marcu 1945, forsowaniu Odry i dotarciu do Łaby w kwietniu 1945 roku. Po wojnie został pułkownikiem i szefem sztabu 14 DP w Siedlcach. Od 1 sierpnia 1946 szef sztabu Dowództwa Okręgu Wojskowego nr VII w Lublinie, w czerwcu 1948 został szefem oddziału Sztabu Głównego WP. W dniu 11 maja 1949 mianowany generałem-majorem Armii Radzieckiej. W grudniu 1952 rozpoczął kurs w Wojskowej Akademii im. K. Woroszyłowa w Moskwie, skąd już nie powrócił do Polski i w czerwcu 1953 został skreślony z ewidencji WP.
W dniu 6 października 1951 wyróżniony przez marszałka Rokossowskiego nagrodą rzeczową - dubeltówką.

## Odznaczenia
- Order Virtuti Militari V klasy (1945)
- Krzyż Oficerski Orderu Odrodzenia Polski (1945)
- Order Krzyża Grunwaldu III klasy (1945)
- Złoty Krzyż Zasługi (1946)
- Srebrny Medal „Zasłużonym na Polu Chwały” (dwukrotnie, 1943 i 1947)
- Brązowy Medal „Siły Zbrojne w Służbie Ojczyzny” (1951)
- Order Czerwonego Sztandaru (dwukrotnie, 1945 i 1946)
- Order Czerwonej Gwiazdy (dwukrotnie, 1943 i 1944)